# Zele leurosus
Zele leurosus är en stekelart som beskrevs av Sharma 1985. Zele leurosus ingår i släktet Zele och familjen bracksteklar. Inga underarter finns listade i Catalogue of Life.